# زرد افشانکچه
زردافشانکچه یا آسپرژیلیوس فلاووس یک قارچ  گندخوار و بیماری‌زا است که توزیع آن در بیشتر جهان گسترده است .  این گونه به دلیل همزیوی بر روی غلات ، حبوبات و میوه های فندقی شناخته می شود . این قارچ همچنین یک پاتوژن فرصت طلب انسان و حیوان است و باعث ایجاد آسپرژیلوز در افراد با کمبود سیستم ایمنی می شود. 